# Oude Synagoge (Essen)
De Oude Synagoge (Duits: Alte Synagoge) is een voormalige synagoge en tegenwoordig een cultureel ontmoetingscentrum en gedenkteken in de stad Essen, Duitsland. De synagoge is gelegen in het centrum van de stad aan de Steeler Straße 29 in de buurt van het huidige stadhuis.

## Geschiedenis

#### 1913-1945

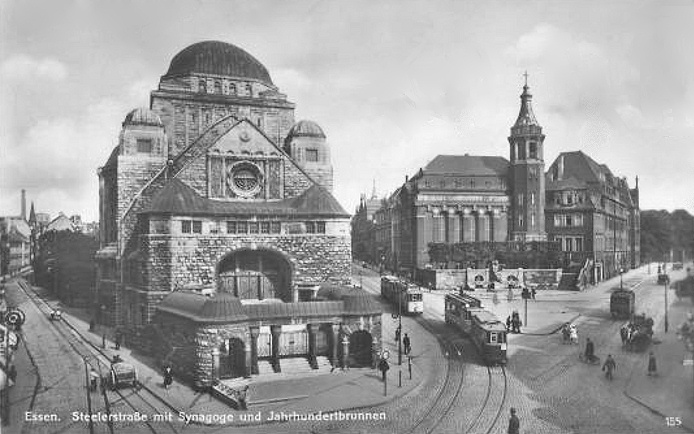
De synagoge circa 1922

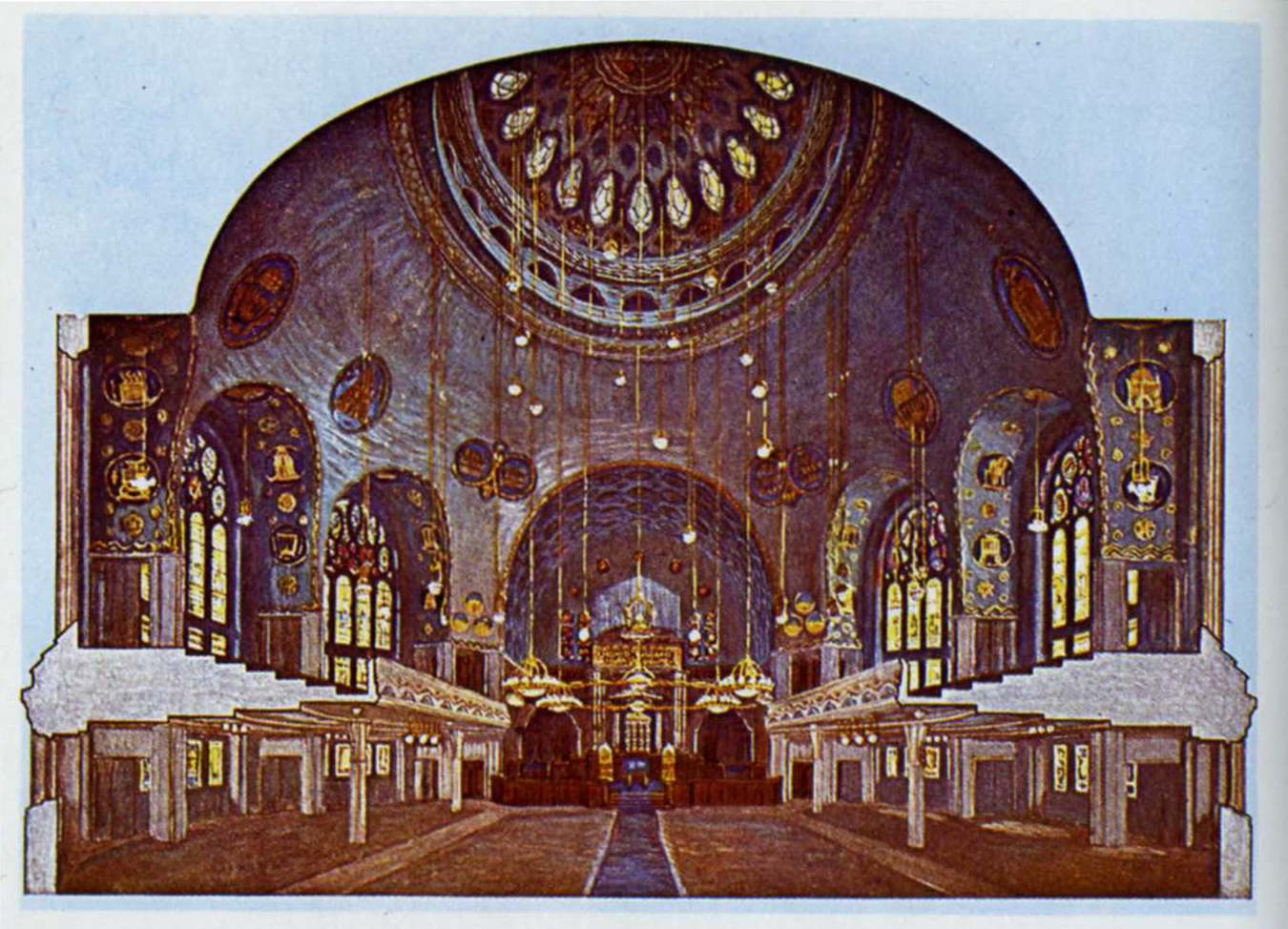
Interieur synagoge 1913

Het herinneringscentrum werd in 1980 opgericht en gehuisvest in de synagoge van de vooroorlogse Joodse gemeenschap. De synagoge werd samen met het Rabbinerhaus in 1913 voltooid na een bouwperiode van twee jaar. Het gebouw werd in gebruik genomen als de Nieuwe Synagoge (Neue Synagoge). De synagoge is een van de grootste, best bewaarde en meest indrukwekkende getuigen van het vooroorlogse Joodse leven in Duitsland. Tot op de dag van vandaag is het de grootste vrijstaande synagoge ten noorden van de Alpen en wat de ruimte betreft nog groter dan de Berlijnse Nieuwe Synagoge. Het gebouw is bij elkaar circa 70 meter lang en de koepel heeft een hoogte van 37 meter.
Op 25 september 1913 werd de destijds zo genoemde Nieuwe Synagoge plechtig in gebruik genomen. Het gebouw bleef slechts 25 jaar het culturele en sociale centrum van de circa 4.500 leden tellende Essense Joodse gemeenschap. In de Kristallnacht, de nacht van 9 op 10 november 1938, werd het gebouw door plundering zwaar beschadigd, maar het exterieur bleef nagenoeg intact. Wegens de massieve bouw van staalbeton konden de nationaalsocialisten het gebouw niet volgens plan afbreken, het gebouw opblazen behoorde wegens de omliggende huizen niet tot de mogelijkheden. Hoewel de stad in de oorlog zwaar gebombardeerd werd, overleefde de synagoge de Tweede Wereldoorlog vrijwel zonder aanvullende schade.

#### 1945-2008
Van 1945 tot 1959 bleef de synagoge als ruïne aan de rand van de binnenstad leeg staan. De joodse naoorlogse gemeente, die tot dan toe het vroegere Rabbinerhaus als centrum gebruikte, besloot in 1959 tot de bouw van de ook tegenwoordig nog bestaande Nieuwe Synagoge op de hoek van de Ruhrallee/Sedanstraße. In hetzelfde jaar verwierf de gemeente Essen de voormalige synagoge, die het gebouw vervolgens geschikt maakte voor de huisvesting van een Museum voor Industriële Vormgeving (Haus Industrieform). Hierbij werden de nog bestaande decoratieve elementen verwijderd of overgeschilderd. Conform de toenmalige mode werd het interieur opnieuw in een nuchtere stijl vormgegeven. Kortsluiting veroorzaakte in 1979 een brand en deze gebeurtenis droeg bij aan een gewijzigde omgang met het gebouw en de raad van de stad besloot nu om hier het Instituut Oude Synagoge te huisvesten. Met de financiële middelen die de deelstaat Noordrijn-Westfalen ter beschikking stelde, kon het hele gebouw in de jaren 1986-1988 zodanig worden gereconstrueerd, dat de eerdere functie als joods gebedshuis weer herkenbaar werd.

#### Vanaf 2008
Tot september 2008 werd de Oude Synagoge als een open ontmoetingsplek en politiek documentatieforum gebruikt. Het bood plaats aan talrijke tentoonstellingen met betrekking tot de joodse religie en cultuur en het jodendom van zowel het heden als het verleden. De gemeenteraad besloot echter om de Oude Synagoge tot Huis van Joodse Cultuur verder uit te bouwen. Er volgde een grote verbouwing van het interieur om meer ruimte te creëren voor tentoonstellingen en ook de omgeving van de synagoge en de oudkatholieke Vredeskerk werd opnieuw ingericht. De officiële heropening vond plaats op 13 juli 2010.
Er zijn tegenwoordig vijf verschillende expositieruimtes, verdeeld over de begane grond, de galerij en de daarover liggende entresol, waar men over de joodse traditie, joodse feesten en de geschiedenis van de joodse gemeente in Essen wordt geïnformeerd. Bij de trapopgang worden afbeeldingen van prominente joden getoond.

## Afbeeldingen

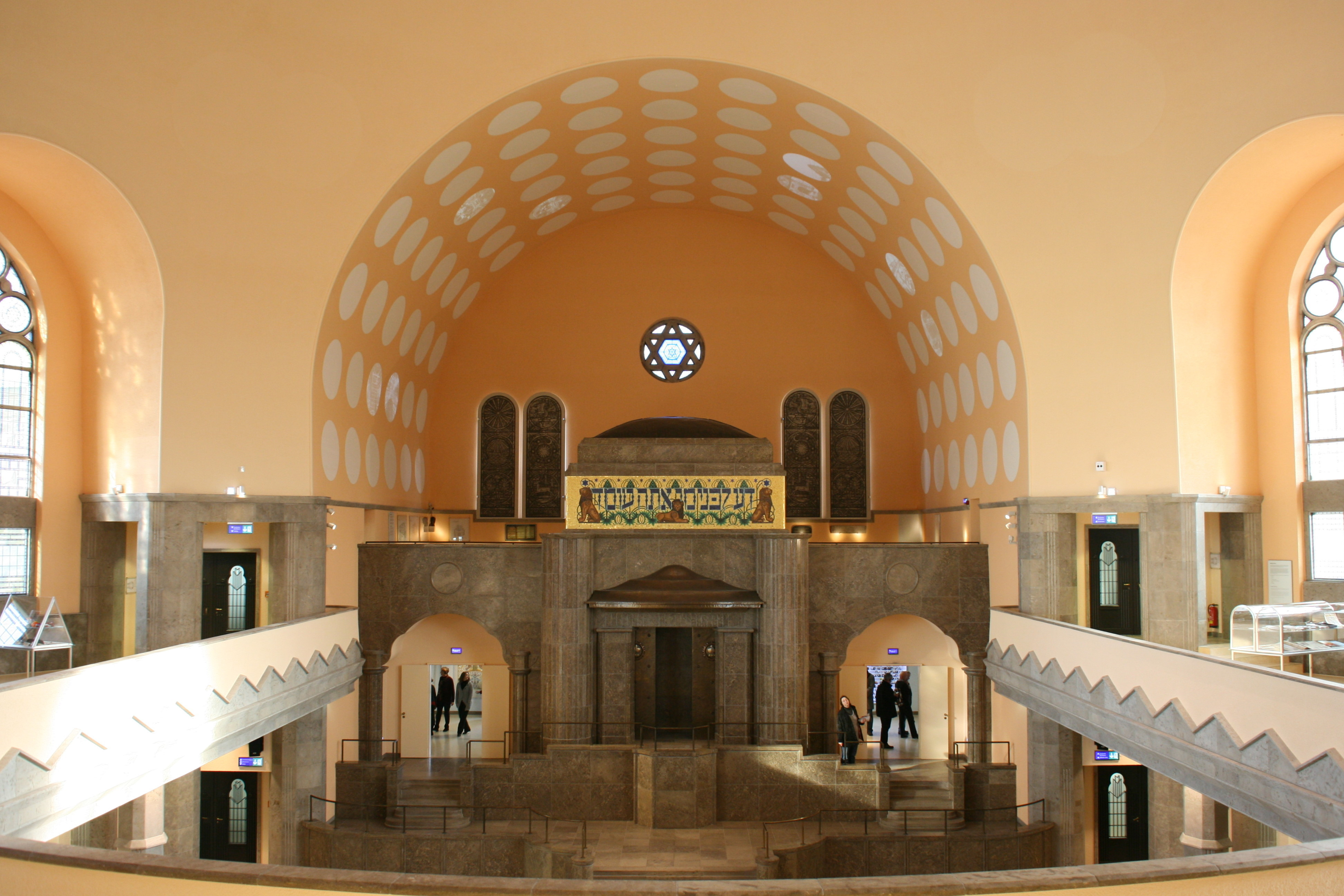
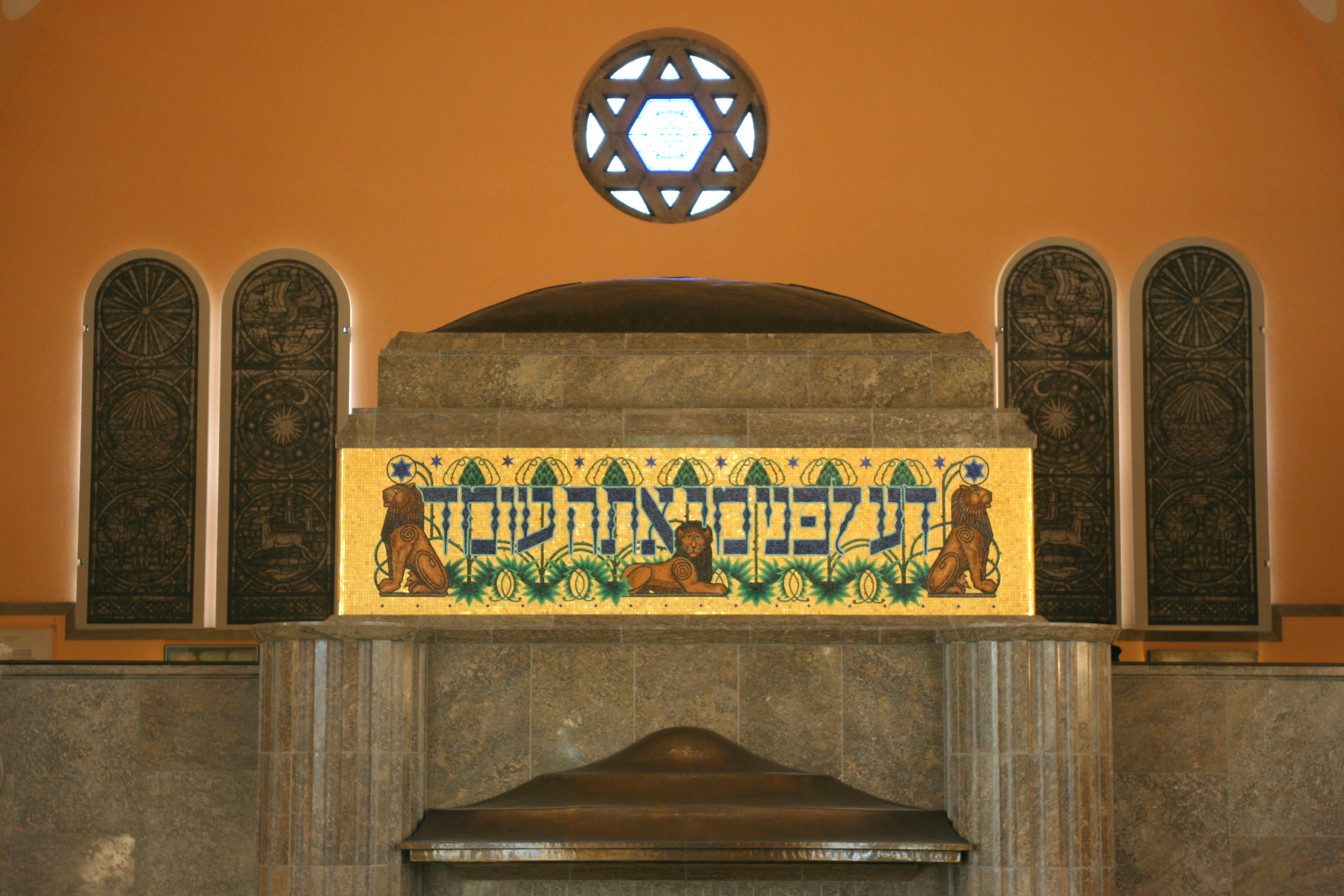
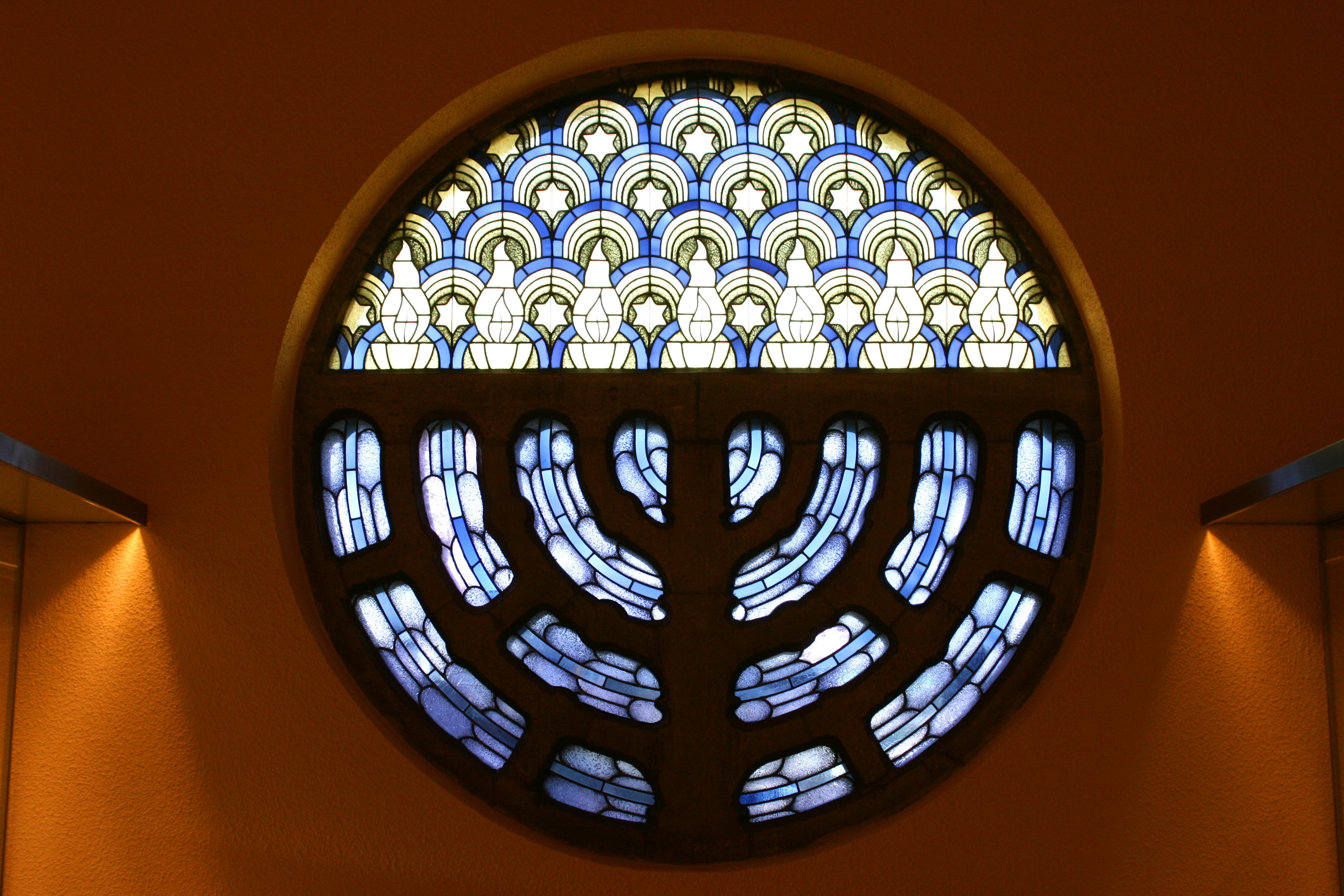
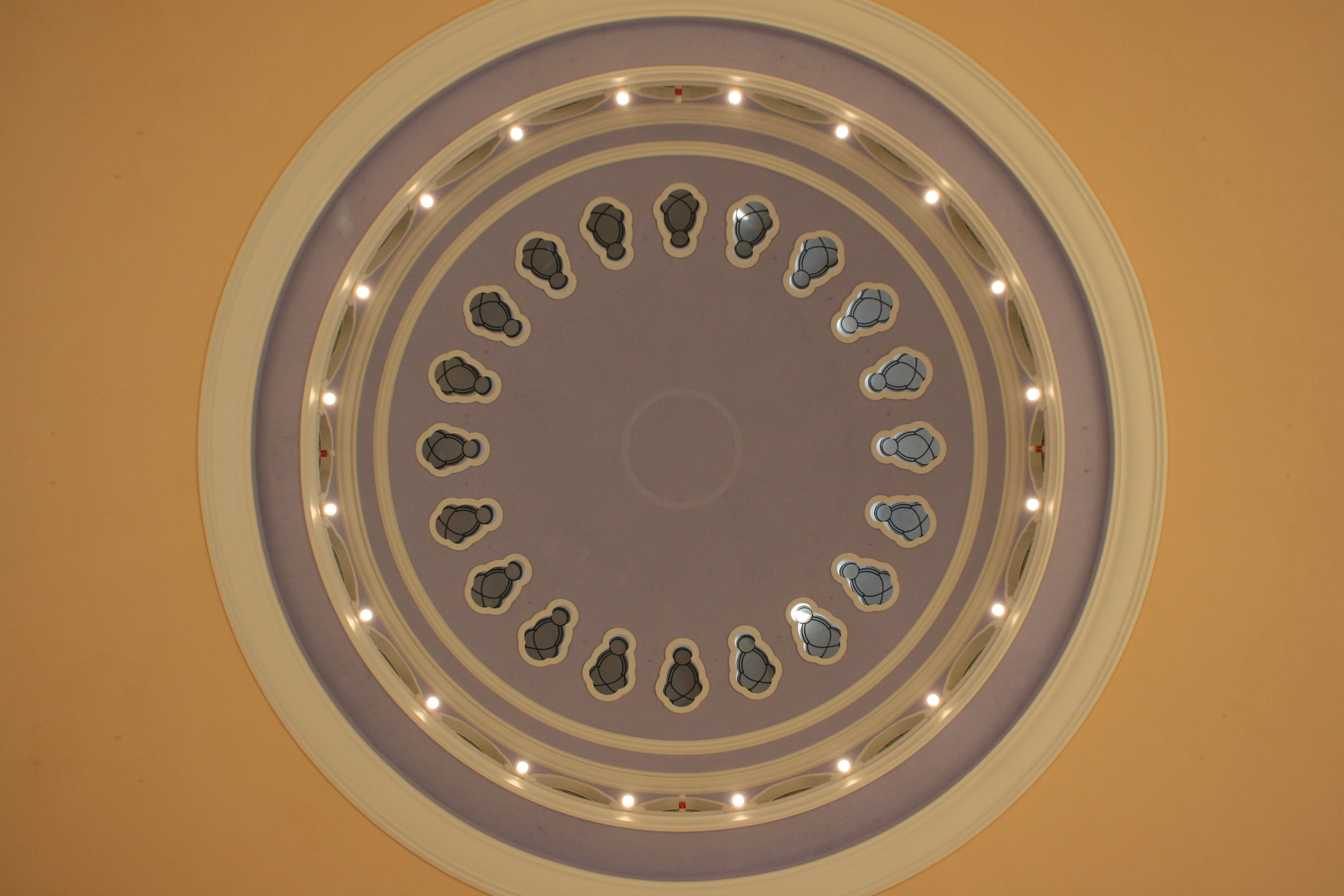